# Corn Exchange Chambers
Corn Exchange Chambers ist ein denkmalgeschütztes Gebäude in der Seething Lane in der City of London. Das 1859 unter Edward I’Anson gebaute vierstöckige Gebäude fällt vor allem durch seine Fassade im Italianate-Stil auf.
Das Erdgeschoss des Gebäudes hat Arkaden und ist in Naturstein gehalten. Ab dem ersten Stock benutzte der Architekt roten Backstein mit sieben Fenstern pro Etage. In den unteren Stockwerken sind diese bogenförmig, im obersten Stockwerk rechteckig. Die naturalistischen Schnitzereien in den Zwickeln im Erdgeschoss kamen in dieser Zeit bei säkularen Gebäuden noch selten vor.
Eine gründliche Renovierung erfolgte 1990 durch die Architekturfirma Fitzroy Robinson. Ursprünglich befanden sich hier Büros der Händler im Corn Exchange. Dieser lag in der Nähe in der Mark Lane. Das Gebäude ist seit 1972 ein Grade-II-Bauwerk.